# Кетель-Емамзаде-Гашем
Кетель-Емамзаде-Гашем (перс. كتل امامزاده هاشم) — село в Ірані, у дегестані Бала-Ларіджан, у бахші Ларіджан, шагрестані Амоль остану Мазендеран. За даними перепису 2006 року, його населення становило 14 осіб, що проживали у складі 5 сімей.

## Клімат
Середня річна температура становить 7,70 °C, середня максимальна – 23,90 °C, а середня мінімальна – -9,82 °C. Середня річна кількість опадів – 205 мм.
| Клімат поселення                              | Клімат поселення | Клімат поселення | Клімат поселення | Клімат поселення | Клімат поселення | Клімат поселення | Клімат поселення | Клімат поселення | Клімат поселення | Клімат поселення | Клімат поселення | Клімат поселення | Клімат поселення |
| Показник                                      | Січ.             | Лют.             | Бер.             | Квіт.            | Трав.            | Черв.            | Лип.             | Серп.            | Вер.             | Жовт.            | Лист.            | Груд.            |                  |
| Середній максимум, °C                         | 1,16             | 1,92             | 5,04             | 11,79            | 17,00            | 21,68            | 23,90            | 23,63            | 20,21            | 14,50            | 8,80             | 3,52             |                  |
| Середня температура, °C                       | −4,34            | −3,55            | −0,44            | 6,30             | 11,51            | 16,18            | 19,27            | 18,97            | 15,57            | 9,86             | 4,15             | −1,12            |                  |
| Середній мінімум, °C                          | −9,82            | −9,05            | −5,93            | 0,82             | 6,02             | 10,69            | 14,61            | 14,32            | 10,92            | 5,21             | −0,48            | −5,76            |                  |
| Норма опадів, мм                              | 22               | 26               | 41               | 33               | 27               | 6                | 5                | 2                | 1                | 10               | 14               | 18               |                  |
| Середньомісячна швидкість вітру, м/с          | 1.34             | 2.15             | 2.34             | 2.52             | 2.39             | 2.32             | 2.10             | 1.89             | 1.85             | 1.88             | 1.83             | 1.52             |                  |
| Середньомісячна сонячна радіація, кДж/м²·день | 9311             | 11898            | 14417            | 17823            | 21627            | 25780            | 25613            | 23432            | 20145            | 14873            | 10828            | 8831             |                  |
| --------------------------------------------- | ---------------- | ---------------- | ---------------- | ---------------- | ---------------- | ---------------- | ---------------- | ---------------- | ---------------- | ---------------- | ---------------- | ---------------- | ---------------- |
| Джерело:                                      |                  |                  |                  |                  |                  |                  |                  |                  |                  |                  |                  |                  |                  |